# Čierne nad Topľou
Čierne nad Topľou és un poble i municipi d'Eslovàquia. Es troba a la regió de Prešov, al nord del país.

## Història
La primera referència escrita de la vila data del 1399.

## Demografia
| Godina             | 1994 | 2004   | 2014   | 2024   |
| ------------------ | ---- | ------ | ------ | ------ |
| Nombre de persones | 815  | 795    | 747    | 711    |
| Diferència         |      | −2,45% | −6,03% | −4,81% |

| Godina             | 2023 | 2024   |
| ------------------ | ---- | ------ |
| Nombre de persones | 713  | 711    |
| Diferència         |      | −0,28% |